# Malatyaspor
Malatyaspor is een voetbalclub opgericht in 1966 te Malatya, Turkije. De voetbalclub speelt in het rood-geel. De thuisbasis is Yeşiltepe Sahası.

## Geschiedenis

### Süper Lig
Malatyaspor speelde van 1984 t/m 1990 en van 2001 t/m 2006 in de Süper Lig. In het seizoen 1987/88 werd Malatyaspor derde van Turkije. Dit is nog steeds hun beste resultaat ooit. De een na beste competitie rangschikking, met een vijfde plaats in het seizoen 2002/03, leverde Europees voetbal op. In de Turkse Beker heeft Malatyaspor drie keer de halve finale bereikt (in 1986/87, 1988/89 en 2002/03), waar men successievelijk verloor van Gençlerbirliği, Fenerbahçe en Trabzonspor.

### Het verval
In 2006 werd de club 16e in de hoogste Turkse voetbaldivisie waardoor ze degradeerden naar de TFF 1. Lig. Na drie seizoenen degradeerde Malatyaspor naar de Spor Toto 2. Lig. In het seizoen 2009/2010 ging het zo slecht dat de club degradeerde naar de Spor Toto 3. Lig. Daarmee was het nog niet gedaan, want aan het eind van jaargang 2010/2011 moest de club weer naar een niveau lager afzakken. De gifbeker was nog niet leeg. De ploeg zou in het seizoen 2011/2012 deelnemen in Groep IV van de Bölgesel Amatör Lig, het regionale amateurniveau. Echter, kon andermaal geen lijfsbehoud worden afgedwongen, waardoor het team afzakte naar de Malatya 1e Amateurklasse.

## Rivaliteit
Aartsrivaal van Malatyaspor is Elazığspor. Het aller eerste duel in Elazığ eindigde op 9 november 1968 in 0-0. De laatste wedstrijd tussen de rivalen eindigde op 31 maart 2010 in een 0-2 uitoverwinning van Elazığspor.

## Malatyaspor in Europa
Uitslagen vanuit gezichtspunt Malatyaspor
| Seizoen | Competitie | Ronde | Land                 | Club     | Totaalscore | 1e W    | 2e W    | PUC |
| ------- | ---------- | ----- | -------------------- | -------- | ----------- | ------- | ------- | --- |
| 2003/04 | UEFA Cup   | 1R    | Vlag van Zwitserland | FC Basel | 2-3         | 0-2 (U) | 2-1 (T) | 2.0 |

Totaal aantal punten voor UEFA coëfficiënten: 2.0

## Bekende (ex-)spelers
- Bülent Akın
- Ömer Erdoğan
- Elvir Bolić
- Éder Aleixo
- Klodian Duro
- Ibrahim Kargbo
- Marcel Mbayo
- Ayman Abdelaziz
- Tolga Seyhan